# Bassett-Lowke
A Bassett-Lowke, foi uma fábrica localizada em Northampton, Inglaterra, fundada por Wenman Joseph Bassett-Lowke, em 1898 ou 1899, que se especializou em ferromodelismo seus complementos e cenários. Ela iniciou suas atividades como um serviço de encomendas pelo correio, e começou a projetar e fabricar alguns itens.